# Nicole (cântăreață chiliană)
Denisse Lilian Laval Soza, alias Nicole (Santiago, Chile, 19 ianuarie 1977) este o cântăreață și actriță chiliană.
A debutat, elevă fiind, în 1987, la spectacolul de televiziune Festival De La Una cu cântecul Abrirse A La Mañana de Juan Antonio Coloma. În 1989, la 12 ani, a înregistrat melodia Tal Vez Me Estoy Enamorando, de Juan Carlos Duque, care a devenit primul ei succes. A urmat  Esperando Nada, înregistrat la Madrid, produs de Tito Dávila. Cu acest album a obținut discul de platină în 1994. După încă trei ani, s-a asociat cu Gustavo Cerati pentru a scoate Sueños En Transito, înregistrat la Santiago de Chile, Buenos Aires și Londra.
Despiértame, primul ei single, a fost recompensat cu un premiu MTV Video Music Awards 1997 pentru cel mai bun video feminin.
În 2001, Nicole a fost prima artistă de limbă spaniolă care a înregistrat la Maverick Records. După un an, albumul Viaje Infinito a ajuns pe locul 1, pentru care Nicole a fost nominalizată pentru Premiile Latin Grammy.
În anul 2004, Nicole a jucat în două scutmetraje, La Amiga (Prietena, în Miami) și Se Arrienda (de închiriat, în Chile), ambele apreciate la diverse festivaluri internaționale.
În anul 2006, Nicole și-a creat propria firmă independentă, Chika Entertaiment Inc. Aici a editat albumul APT. (Apartament) (2006 – Re.2007), înregistrat în studioul propriu din Miami. Din 2008, în paralel cu promovarea discului, Nicole realizează un program în Chile, denumit FanShop, la postul de radio Rock & Pop și este animatioarea programului BIS: Sonido en vivo, difuzat pe canalul prin cablu ViaX.
În 13 octombrie 2008, Nicole a născut primul său fiu, pe nume León.
În prezent, Nicole participă la programul Todos A Coro difuzat de TVN (Televiziunea Națională din Chile), unde este profesoara unui grup de deținuți de la penitenciarul din Talagante, și pregătește al 6-lea ei disc de studiou.

## Discografie
- Tal Vez Me Estoy Enamorando, 1989
- Esperando Nada, 1994
- Sueños en Tránsito, 1997
- Viaje Infinito, 2002
- APT, 2006